# ستيفاني أندرسون
ستيفاني أندرسون (بالإنجليزية: Stephanie Anderson)‏ هي لاعبة هوكي الجليد أمريكية، ولدت في 27 نوفمبر 1992 في نورث سانت بول في الولايات المتحدة.

## وصلات خارجية
- ستيفاني أندرسون على موقع EliteProspects.com (الإنجليزية)
- ستيفاني أندرسون على موقع Eurohockey.com (الإنجليزية)
- ستيفاني أندرسون على موقع HockeyDB.com (الإنجليزية)